# Dyophysisme
Le dyophysisme est un terme théologique qui peut désigner aussi bien la position christologique attribuée par ses adversaires à Nestorius que celle adoptée contre Nestorius au quatrième concile œcuménique, le concile de Chalcédoine, en 451. Dans cette deuxième acception, elle affirme un seul Christ reconnu en deux natures, sans confusion, sans changement, sans division et sans séparation.

## Le dyophysisme de Nestorius, une construction a priori de ses adversaires?

Schéma des principales divergences christologiques, d'après Eliade.

Nestorius fut condamné au concile d'Éphèse de 431 pour son opposition à la théologie mariale de Cyrille d'Alexandrie qualifiant la Vierge Marie de theotokos (« qui a engendré Dieu »). Selon cette condamnation, il réfutait l'idée que la Vierge Marie ait pu enfanter Dieu et affirmait qu'elle n'avait enfanté que la nature humaine du Christ. Cependant, tous ses écrits ayant été brûlés, nous ne connaissons de lui qu'une de ses œuvres traduite en syriaque, le Livre d'Héraclide de Damas, dans laquelle il réfute les positions que le concile d'Éphèse lui attribua pour le condamner. Ses prises de positions réelles ne sont donc pas connues avec certitude et la majeure partie de ce que nous pensons savoir de lui vient de ce que ses adversaires en ont dit.

## Le dyophysisme du Symbole de Chalcédoine
Le Symbole de Chalcédoine, affirme un seul Christ reconnu en deux natures, sans confusion, sans changement, sans division et sans séparation : 

« Suivant donc les saints Pères, nous enseignons tous unanimement que nous confessons un seul et même Fils, notre Seigneur Jésus-Christ, le même parfait en divinité, et le même parfait en humanité, le même vraiment Dieu et vraiment homme (composé) d'une âme raisonnable et d'un corps, consubstantiel au Père selon la divinité et le même consubstantiel à nous selon l'humanité, en tout semblable à nous sauf le péché, avant les siècles engendré du Père selon la divinité, et aux derniers jours le même (engendré) pour nous et pour notre salut de la Vierge Marie, Mère de Dieu selon l'humanité, un seul même Christ, Fils du Seigneur, l'unique engendré, reconnu en deux natures, sans confusion, sans changement, sans division et sans séparation, la différence des deux natures n'étant nullement supprimée à cause de l'union, la propriété de  l'une et l'autre nature étant bien plutôt sauvegardée et concourant à une seule personne et une seule hypostase, un Christ ne se fractionnant ni se divisant en deux personnes, mais en un seul et même Fils, unique engendré, Dieu Verbe, Seigneur Jésus-Christ. »

Cependant, la Tradition catholique n'emploie que très rarement le terme « dyophysisme » pour désigner ce dogme, lui préférant l'adjectif « chalcédonien ». La plupart des théologiens contemporains emploient le terme « dyophysisme » pour désigner ce qu'ils considèrent comme une hérésie.

## Histoire
Dans les années qui suivirent le concile de Chalcédoine, les Églises d'Antioche, d'Alexandrie et d'Arménie, appelées « monophysites », mais professant en fait le « miaphysisme » (une nature du Christ, à la fois divine et humaine : un Christ de deux natures), ne se soumettent pas aux décrets conciliaires et se détachent par conséquent de l'orthodoxie, plus pour des raisons politiques et de personnes que théologiques.[réf. souhaitée]